# Lavochkin La-9
El Lavochkin La-9 (en ruso: Ла-9, designación OTAN: Fritz), inicialmente denominado La-130, fue un caza monomotor de ala baja fabricado por la oficina de diseño soviética Lavochkin durante la segunda parte de los años 40 a partir del prototipo Lavochkin La-126, y que entró en servicio en febrero de 1947 en la Fuerza Aérea Soviética. Sirvió de base para el desarrollo del Lavochkin La-11, modelo con mayor autonomía para actuar como caza de escolta.

## Variantes
Al igual que en otros aviones diseñados en el mismo momento de la historia, Lavochkin estaba experimentando con el uso de motores a reacción para aumentar el rendimiento de los aviones de caza con motores de explosión.
La-9UTI
Versión biplaza de entrenamiento, de la que existieron dos versiones, una con un cañón UBS de 12,7 mm y otra con un cañón NS-23 de 23 mm.
La-132
Prototipo equipado con motor Shvetsov M-93, capaz de alcanzar una velocidad de 740 km/h.
La-9M o La-134
Prototipo con mayor autonomía del que se convertiría en el caza de escolta Lavochkin La-11.
La-9RD
Un La-9 equipado con dos pulsorreactores RD-13 auxiliares debajo de las alas.
La-138
Un La-9 equipado con dos estatorreactores PVRD-450 auxiliares debajo de las alas.

## Operadores
China
- Fuerza Aérea del Ejército Popular de Liberación

 Corea del Norte
- Fuerza Aérea Norcoreana

 Rumania
- Fuerza Aérea Rumana

 Unión Soviética
- Fuerza Aérea Soviética

## Especificaciones

### Características generales
- Tripulación: 1
- Longitud: 8,6 m (28,2 ft)
- Envergadura: 9,8 m (32,2 ft)
- Altura: 2,5 m (8,3 ft)
- Superficie alar: 17,5 m² (188,4 ft²)
- Peso vacío: 2638 kg (5814,2 lb)
- Peso cargado: 3265 kg (7196,1 lb)
- Peso máximo al despegue: 3400 kg (7493,6 lb)
- Planta motriz: 1× motor radial Shvetsov ASh-82FN.
  - Potencia: 1361 kW (1825 HP; 1850 CV)

### Rendimiento
- Velocidad nunca excedida (Vne): 680 km/h (423 MPH; 367 kt)
- Radio de acción: 990 m (3248 ft)
- Techo de vuelo: 9500 m (31 168 ft)
- Régimen de ascenso: 18,3 m/s (3602 ft/min)
- Carga alar: 187 kg/m² (38,3 lb/ft²)
- Potencia/peso: 0,42 kW/kg (0,25 CV/lb)

### Armamento
- Armas de proyectiles: 2 cañones ShVAK de 20 mm con 200 disparos/min o 3 cañones Berezin de 20 mm con 100 disparos/min
- Bombas: 200 kg

### Desarrollos relacionados
- Lavochkin La-126
- Lavochkin La-134
- Lavochkin La-11

### Aeronaves similares
- Chance Vought F4U Corsair
- Grumman F8F Bearcat
- North American P-51 Mustang
- Hawker Sea Fury

### Secuencias de designación
- Aviones de caza de Lavochkin: LaGG-1 • LaGG-3 • La-5 • La-7 • La-9 • La-11 • La-15

### Listas relacionadas
- Anexo:Cazas con motores de pistón posteriores a la Segunda Guerra Mundial